# Megumi Yokota
Megumi Yokota (横田 めぐみ, Yokota Megumi), née le 5 octobre 1964 et peut-être morte à une date inconnue, est une Japonaise qui fut enlevée à 13 ans par la Corée du Nord en 1977. Elle est l'un des 17 citoyens japonais enlevés par Pyongyang à la fin des années 1970 et au début des années 1980. Le gouvernement nord-coréen a admis l'avoir enlevée mais affirme qu'elle est morte en détention. Les parents de Yokota et d'autres personnes au Japon ont publiquement exprimé leur foi dans le fait que Yokota serait toujours vivante en Corée du Nord et ont engagé une campagne publique pour son retour au Japon.
On ignore encore aujourd'hui si elle est toujours en vie ou non.

## Biographie
Yokota est enlevée le 15 novembre 1977 à l'âge de 13 ans alors qu'elle rentre de l'école à pied dans son village au bord de mer de la préfecture de Niigata. Des agents nord-coréens, dont ferait partie l'espion Sin Gwang-su (en), l'auraient entraînée dans un bateau et emmenée directement en Corée du Nord dans une installation où des espions nord-coréens apprennent les coutumes et pratiques sud-coréennes. On lui enseigne alors la langue coréenne et elle rencontre sur place deux lycéens sud-coréens âgés de 18 et 16 ans, enlevés en Corée du Sud en août 1977. En août 1978, trois Sud-Coréens supplémentaires de 16 ans sont enlevés et amenés dans l'installation. L'un d'eux est Kim Young-nam, qui aurait épousé Yokota.
Après avoir appris le coréen, Yokota est apparemment forcée d'aider à entraîner des espions nord-coréens à se faire passer pour des citoyens japonais. En janvier 1997, des informations sur l'enlèvement de Megumi sont divulguées aux parents de Yokota par Tatsukichi Hyomoto, le secrétaire d'un membre de la Diète du Japon, Atsushi Hashimoto, par téléphone portable,,. En 2002, la Corée du Nord admet l'avoir enlevée elle et d'autres personnes, mais affirme qu'elle se serait suicidée le 13 mars 1994 (l'année 1993 est d'abord annoncée puis corrigée en 1994) et renvoie ce qu'elle affirme être ses restes incinérés. Après un test ADN, le Japon affirme qu'il ne peut pas s'agir des restes de Megumi Yokota et sa famille refuse de croire qu'elle se soit suicidée.
En 1986, Yokota épouse le Sud-Coréen Kim Young-nam, également enlevé, et le couple a une fille en 1987, Kim Hye-gyong (dont le nom réel est révélé plus tard être en fait Kim Eun-gyong). En juin 2006, Kim Young-nam, qui s'est depuis remarié, est autorisé à recevoir sa famille du Sud pour lui rendre visite, et lors de la réunion familiale, il confirme que Yokota se serait suicidée en 1994 après avoir souffert de maladie mentale et qu'elle avait déjà fait plusieurs tentatives de suicide. Il affirme également que les restes renvoyés en 2004 sont authentiques. Ses déclarations sont cependant largement considérées comme étant dictées par la ligne officielle de Pyongyang, et le père de Megumi prétend que Young-nam n'a pas été autorisé à parler librement lors de son entrevue à Pyongyang, déclarant qu'« il était probablement restreint dans ce qu'il pouvait dire » et qu' « il semblait lire un script ». En juin 2012, Choi Seong Ryong, chef d'un groupe de soutien aux proches de Sud-Coréens enlevés par le Nord, déclare avoir obtenu des documents du gouvernement nord-coréen selon lesquels Yokota serait morte de « dépression » le 14 décembre 2004.
Beaucoup de personnes croient généralement, surtout au Japon, que Yokota est encore en vie. En novembre 2011, le magazine sud-coréen Weekly Chosun déclare qu'une femme, appelée Kim Eun-gong, ayant la même date de naissance que Yokota, est énumérée dans un annuaire de 2005 des résidents de Pyongyang. L'annuaire donne le nom du conjoint de Kim comme se nommant « Kim Yong-nam ». Le gouvernement japonais vérifie le 18 novembre 2011 que ses sources ont examiné l'annuaire mais sans établir encore de conclusion sur l'identité de la femme citée. D'autres sources indiquent plus tard que Kim Eun-gong serait en fait la fille de Yokota âgée 24 ans. En 2012, il est signalé que les autorités nord-coréennes gardent Kim sous stricte surveillance. En août 2012, Choi Seong Ryong déclare que des sources en Corée du Nord lui ont rapporté que Kim Eun-gong avait été placé sous la supervision de Kim Yeo-jong, la sœur de Kim Jong-un, et que le gouvernement nord-coréen pourrait prévoir d'utiliser la fille de Yokota comme une « carte » dans les futures négociations avec le Japon. En 2010, le gouvernement nord-coréen a proposé d'autoriser les parents de Yokota à rendre visite à Kim Eun-gyong dans un pays « autre que le Japon » mais le gouvernement japonais et les parents de Yokota se méfient de l'offre, soupçonnant que le gouvernement nord-coréen recherche un avantage dans les négociations diplomatiques en cours. En mars 2014, les parents de Megumi Yokota rencontrent pour la première fois en Mongolie leur petite-fille Kim Eun-gyong, ainsi que sa propre fille dont le père n'est pas identifié.

## Controverse sur l'analyse ADN des restes envoyés par la Corée du Nord
Megumi Yokota serait officiellement décédée à l'âge de 29 ans. Cependant, le certificat de décès fourni à l'appui de cette affirmation semble avoir été falsifié, et les tests ADN sur les restes envoyés par la Corée du Nord n'ont pas révélés de concordances positives.
Dans une entrevue de la revue Nature du 3 février 2005, il est révélé que l'analyse génétique des restes de Megumi a été effectué par un membre de la faculté de médecine de l'université Teikyō, Tomio Yoshii. Celui-ci, comme il est plus tard révélé, était un jeune membre du corps professoral, ayant le statut de conférencier, du département médico-légal et n'était ni un professeur ni même un professeur assistant. Yoshii reconnaît au cours de l'entretien qu'il n'avait aucune expérience antérieure dans l'analyse de restes incinérés, décrit ses essais comme non concluants, et remarque que de tels échantillons peuvent très facilement être contaminés par n'importe qui entrant en contact avec eux, les décrivant comme des « éponges pouvant absorber n'importe quoi ». Les cinq minuscules échantillons sur lesquels il avait été chargé de travailler (le plus gros d'entre eux pesait 1,5 gramme) avaient été utilisés de diverses façons dans son laboratoire, de sorte qu'une vérification indépendante était impossible par la suite.
Lorsque le secrétaire en chef du gouvernement japonais, Hiroyuki Hosoda, qualifie cet article d'insuffisant et de représentation erronée de l'analyse commandée par le gouvernement. La revue Nature répond dans un éditorial (le 17 mars) en écrivant :

« Le Japon a raison de douter de chaque déclaration de la Corée du Nord. Mais son interprétation des tests ADN outrepasse la frontière de la liberté de la science et de l'ingérence politique. L'entretien dans la revue Nature avec le scientifique qui a effectué les tests soulève la possibilité que les restes aient été simplement contaminés, rendant les tests ADN peu concluants. Cette suggestion est embarrassante pour un gouvernement japonais qui veut que la Corée du Nord soit considérée sans ambiguïté comme trompeuse. …
Le fait est que les os peuvent avoir été contaminés. … Il est également tout à fait possible que la Corée du Nord mente. Mais les tests ADN sur lesquels compte le Japon ne résoudront pas le problème. Le problème n'est pas dans la science, mais dans le fait que le gouvernement se mêle du milieu scientifique. La science part du principe que les expériences, et toute l'incertitude qu'elles impliquent, devraient être ouvertes à examen. Les arguments avancés par d'autres scientifiques japonais selon lesquels les tests auraient dû être effectués par une équipe plus importante sont pertinents. Pourquoi le Japon les a-t-il confiés à un scientifique qui travaille seul, quelqu'un qui ne semble plus libre d'en parler ?
La politique du Japon semble être de désespérément vouloir cacher ce qui a été un échec diplomatique… Une partie du fardeau de cet échec politique et diplomatique du Japon est transférée sur les épaules d'un scientifique qui a juste ait son travail - tirant les conclusions des expériences et présentant des doutes raisonnables à leur sujet. Mais les frictions entre la Corée du Nord et le Japon ne seront pas réglées par un test ADN. De même, l'interprétation des résultats du test ADN ne peut être décidée par le gouvernement de l'un ou l'autre pays. Traiter avec la Corée du Nord n'est pas drôle, mais cela ne justifie pas de briser la séparation entre la science et la politique. »

## Attention des médias
Les documentaires sur Megumi et les autres cas d'enlèvements incluent : ENLEVÉS ! Les cas d'enlèvements de Japonais par la Corée du Nord (2005), Enlèvement : L'Histoire de Megumi Yokota (en) (2006), Megumi (2007), et Megumi (2008). En octobre 2006, un téléfilm spécial est diffusé sur la télévision japonaise et intitulé Réunion ~ Le souhait de Megumi Yokota (Saikai ~Yokota Megumi-san no Negai~). L’actrice Mayuko Fukuda (en) joue Yokota enfant et Nana Katase joue Yokota adulte.
Les parents de Yokota supervisent la création d'une série manga intitulée Megumi (en) racontant ses derniers jours au Japon avant son enlèvement, et un autre intitulé Dakkan sur une autre victime, Kaoru Hasuike (en). Le gouvernement japonais a produit une adaptation du manga en anime.
En 2010, le théâtre de Shinjuku met en scène une adaptation scénique de la vie de Megumi appelée « L'Engagement à Megumi » (めぐみへの誓い). L'histoire principale se concentre sur Megumi Yokota avant et pendant son enlèvement par la Corée du Nord, et le spectacle se termine sur une fin fictive où Megumi est réuni avec ses parents.

## Chansons pour Megumi
Début 2007, Paul Stookey (du groupe américain de folk Peter, Paul and Mary) écrit une chanson en hommage à Megumi. Intitulée Chanson pour Megumi, Stookey parcourt le Japon en février pour la chanter et rencontre les parents de Yokota.
En 2010, le chanteur britannique Peter Frampton enregistre deux chansons sur Megumi Yokota après avoir vu le documentaire Enlèvement : L'Histoire de Megumi Yokota sur PBS. Intitulées Asleep at the Wheel et Suite Liberte, les chansons sont présentes sur son dernier album, Thank You, Mr. Churchill.